# Centro de la Mujer Peruana Flora Tristán
El Centro de la Mujer Peruana Flora Tristán (CMP Flora Tristán) es una organización feminista peruana creada en 1979 en Lima en defensa de los derechos humanos de las mujeres y la igualdad. La organización tiene estatus consultivo ante el Consejo Económico y Social de las Naciones Unidas  (ECOSOC). En la actualidad la directora ejecutiva es la socióloga Liz Meléndez. Toma su nombre de Flora Tristán, escritora, pensadora socialista y feminista francesa de ascendencia peruana.  

## Historia
El Centro Flora Tristán está conectado con el avance de los derechos de las mujeres en Perú desde las últimas décadas del siglo XX. Entre sus fundadoras están entre otras las sociólogas feministas Virginia Guzmán Barcos, Narda Henríquez y Virginia Vargas. Vargas ejerció como coordinadora de la organización y más tarde como su directora hasta 1990.
La artista Marisa Godínez se unió en el 1980, antes de que la organización estableciera su local en Quilca, para encargarse de las publicaciones y diseño de elementos visuales para la organización.
La jurista Giulia Tamayo León fue responsable del Programa Legal asistencia y defensa de víctimas de violencia de género, incluida violencia y explotación sexual contra menores. También fue directora del centro entre 1994-1996.
En 2004 con motivo del 25 aniversario de su creación, el centro organizó el seminario nacional 25 años de feminismo en Perú analizando la evolución del movimiento feminista y marcando la estrategia de trabajo para avanzar en políticas públicas.  

## Objetivos
La organización desarrolla estrategias de investigación, capacitación, asesoría, comunicación, servicios legales y de salud, además de producción y difusión de información. También realiza formaciones especializada, además de promover y participar en la formulación y negociación de políticas públicas para avanzar en los derechos de las mujeres.
Entre los programas desarrollados está el Programa Estudios y debate feminista, la investigación sobre feminicidio en Perú en el que la organización fue pionera y la lucha contra la violencia contra las mujeres, el empoderamiento de las mujeres en espacios económicos y políticos. También impulsa la campaña para prevenir, sancionar y erradicar el Acoso Político contra las Mujeres.

## Presencia internacional
- El CMP Flora Tristán tiene estatus consultivo especial desde 1998 ante el Consejo Económico y Social de las Naciones Unidas (ECOSOC).[10]

- Campaña 28 de Septiembre, Día por la Despenalización del Aborto en América Latina y el Caribe.

## Publicaciones
- 25 años de feminismo en el Perú: Historia, confluencias y perspectivas (2004)
- El tour de Francia. Flora Tristán. Diario redactado por la autora entre 1843 y 1844 durante su gira para la formación de la Unión Obrera. Traducción, introducción y notas de Yolanda Westphalen. Ediciones Flora Tristán, Fondo Editorial U.N.M. San Marcos, IFEA, Embajada de Francia. Lima, 2007.
- Manual de formación política y gestión local con equidad de género Módulo 1: Ciudadanía y participación política. Módulo 2: Incidencia política. Módulo 3: Gobiernos locales y arquitectura de género. Módulo 4: Herramientas de gestión local con equidad. Ediciones Flora Tristán, Escuela Mayor de Gestión Municipal. Lima, 2007.
- El movimiento feminista en el horizonte democrático peruano (décadas 1980-1990) Virginia Vargas V. Ediciones Flora Tristán, Unifem. Lima, 2006. ISBN 978-9972-610-83-7[11]
- Las mujeres positivas. La situación de las mujeres viviendo con VIH/Sida en el Perú. Ediciones Flora Tristán. Lima, 2006.

## Premios y reconocimientos
- Orden Emérito a las Mujeres del Bicentenario. Otorgado por el gobierno de Perú.[12] (2021)